# Тропічні вологі ліси Мальдівів, Лакшадвіпу та архіпелагу Чагос
Тропічні вологі ліси Мальдівів, Лакшадвіпу та архіпелагу Чагос (ідентифікатор WWF: IM0125) — індомалайський екорегіон тропічних та субтропічних вологих широколистяних лісів, розташований на островах в північній частині Індійського океану.

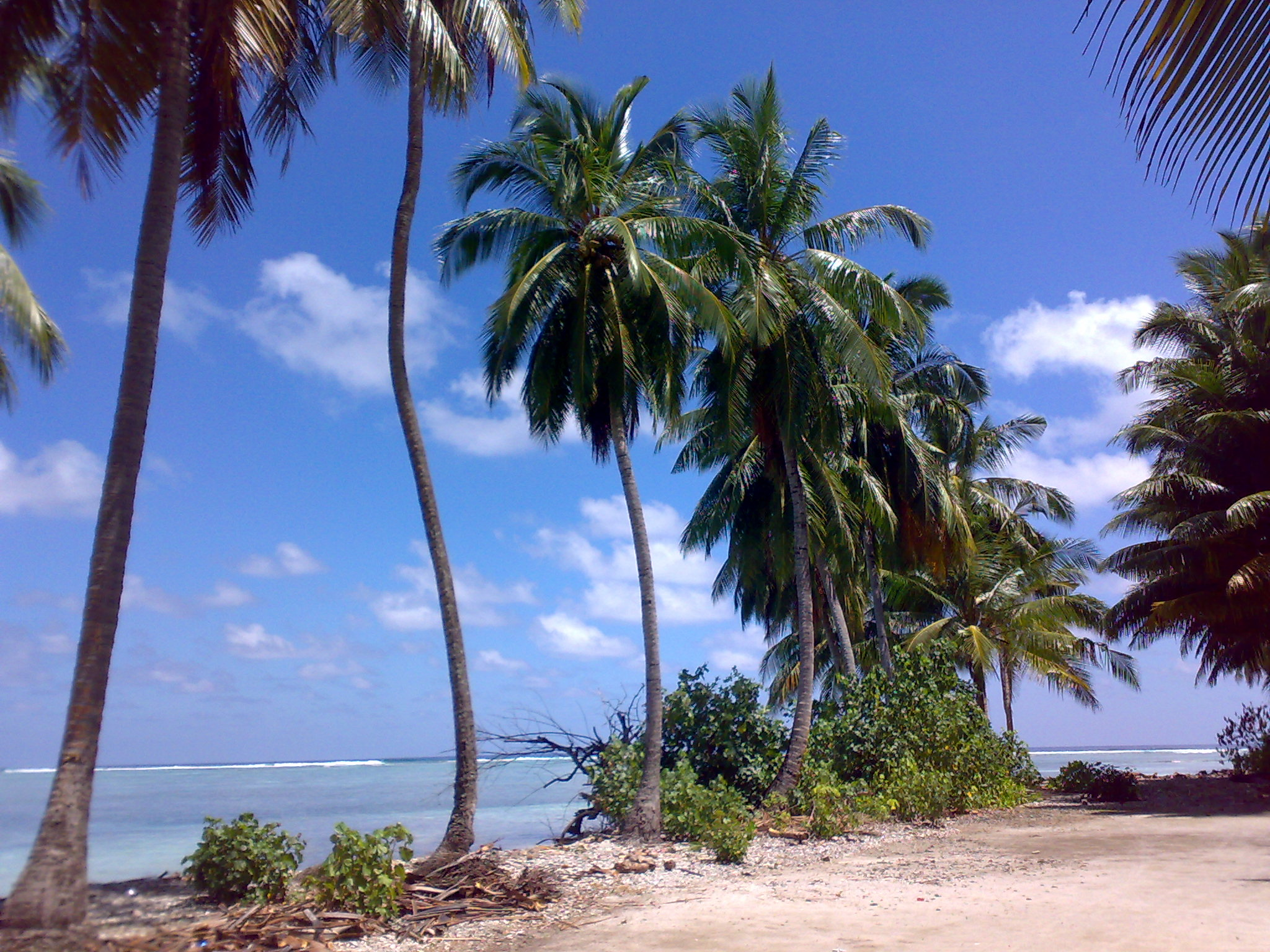
Кокосові пальми на острові Кінбіду (атол Таа) (Мальдіви)

## Географія
Екорегіон тропічних вологих лісів Мальдівів, Лакшадвіпу та архіпелагу Чагос охоплює Аміндівські і Лаккадівські острови та атол Мінікой, що входять до Лакшадвіпу, союзної території Індії, Мальдівські острови та острови архіпелагу Чагос, що входить до Британської Території в Індійському Океані. Ці коралові острови лежать на Чагос-Лаккадівському підводному плато, розташованому на схід від Центральноіндійського хребта та на захід від Центральноіндійської котловини. Мальдіво-Лакшадвіп-Чагоський архіпелаг лежить між 72° східної довготи і 74° східної довготи та простягається з півночі на південь на 2200 км. Він є найбільшим скупченням коралових рифів та атолів в Індійському океані та є найбільшою системою атолів у світі.
Лакшадвіп є найближче розташованою до материка групою островів. Він лежить трохи далі ніж за 300 км від узбережжя індійського штату Керала, між 8° північної широти і 14° північної широти. Деякі з його островів є лише піщаними мілинами і ледь підіймаються над поверхнею океану. Лише 10 островів Лакшадвіпу є населеними. Мальдіви складаються з приблизно 1190 островів; їхня кількість коливається, оскільки острови з'являються та зникають разом зі змінами клімату та рівня моря. Мальдіви є найбільш низько розташованою країною у світі, а її найвищою вершиною є пагорб Віллінгілі висотою 5,1 м. Площа Мальдівів становить близько 300 км². Близько 200 островів країни є населеними, а загальна чисельність населення країни станом на 2022 рік становила 521 021 особу. Крім того, приблизно на 80 островах розташовані туристичні курорти. Чагос — найвіддаленіша група островів, розташована між 5° південної широти і 8° південної широти, приблизно за 500 км на південь від Мальдівів. Архіпелаг включає понад 50 островів, а його загальна площа становить близько 60 км². Острови архіпелагу Чагос є безлюдними, за винятком острова Дієго-Гарсія, який використовується як військова база США.
Мальдіво-Лакшадвіп-Чагоський архіпелаг повністю складається з низьких атолів, пов'язаних з ними коралових структур та піщаних островів, які утворилися на гребені підводного Чагос-Лаккадівського хребта. Атоли мають кільцеподібну форму та складаються з багатьох островів. Кораловий пісок, з якого складаються острови, формується зі скелетів коралів, розбитих на дрібні частинки під дією хвиль. Вітер, хвилі, течії утворюють з піску острови. Коралові рифи є джерелом сировини для островів, а також забезпечують захист від ерозійних хвиль і течій, що дозволяє островам формуватися та зберігатися. Кораловий пісок дуже пористий, і вода та органічні поживні речовини швидко просочуються крізь нього. Невеликі розміри островів, низький рельєф і пористий ґрунт призводять до того, що, незважаючи на велику кількість опадів, на них немає постійних водних потоків. Опади просочуються в ґрунт на глибину 1-3 м, де формують неглибокі прісноводні водоносні горизонти, розташовані вище солоних вод. Таким чином, прісна вода на островах регіону є дефіцитним ресурсом.

## Клімат
В межах екорегіону переважає тропічний або екваторіальний клімат, якому притаманні високі температури, які залишаються стабільними протягом всього року. Більшість опадів випадає під час південно-західного мусону, який дме з квітня по жовтень. З грудня по березень триває сезон посухи, пов'язаий із зимовим північно-східним мусоном. Середньорічна кількість опадів коливається від 1600 мм у найбільш посушливих районах Лакшадвіпу до 3800 мм на півдні Мальдівів. Вологість зазвичай висока, хоча постійні бризи призводять до перемішування повітряних мас. Сильні мусони час від часу формують штормові припливи, здатні викорчовувати великі дерева, заливати орні землі морською водою та руйнувати будинки та причали.

## Флора
Рослинний покрив островів екорегіону залежить від типів ґрунтів. Рослини-піонери заселяють ділянки свіжого піску та стабілізують їх. Ділянки з неродючим ґрунтом, як правило, порослі осоками та чагарниками, які можуть переносити посуху та солоні бризки. Серед найбільш поширених осок слід відзначити різні види смикавців (Cyperus spp.), а серед чагарників — прибережну капусту (Scaevola taccada). На Лаккадівських островах разом із осокою і чагарниками також ростуть невисокі деревоподібні геліотропи (Heliotropium arboreum).
Там, де тривалий час зберігається рослинність, в ґрунті можуть накопичитися органічні речовини, що дасть змогу підтримувати більші та різноманітніші рослини. В місцевостях, де поширений сприятливий тип ґрунту та є доступ до прісної води, поширені дощові тропічні ліси. Більшість первинних лісів було вирубано, а на їх місці були створені плантації кокосів та інших культур, але подекуди збереглися невеликі ділянки місцевої рослинності, деякі з яких порушені, а інші відносно недоторкані.
Острови Чагос були заселені останніми і їх рослинний покрив є найменш порушеним. Рослинні угруповання на островах включають:
- Літоральні чагарникові зарості, що зустрічаються на океанічних узбережжях. Домінуючим видом чагарників є прибережна капуста (Scaevola taccada), яка досягає 2-5 м у висоту. Окрім неї, на узбережжях зустрічаються зарості деревоподібного геліотропа (Heliotropium arboreum) та приморської суріани[en] (Suriana maritima), а також ліани морських кручених паничів[en] (Ipomoea violacea).
- Ернандінові ліси, в яких переважають ліхтарні дерева[en] (Hernandia nymphaeifolia), іноді разом з кокосовими пальмами (Cocos nucifera) та індійським мигдалем (Terminalia catappa). Також в цих лісах ростуть такі невисокі дерева, як лимонолисті морінди (Morinda citrifolia), морські ранди[en] (Guettarda speciosa) та супротивнолисті охросії[en] (Ochrosia oppositifolia). Гніздовий селезінник (Asplenium nidus), один з видів папоротей, росте серед лісової підстилки та як епіфіт на деревах.
- Калофіллумові ліси, в яких переважають волокнистолисті калофіллуми (Calophyllum inophyllum), що зазвичай утворюють чисті насадження, формуючи щільний лісовий намет і рідкий підлісок. Великі дерева в цих лісах можуть досягати до 2 м в діаметрі стовбура.
- Баррингтонієві ліси, в яких переважають азійські баррингтонії (Barringtonia asiatica). Подібно до калофіллумів, вони можуть досягати великих розмірів.
- Кордієві ліси, в яких переважають прибережні кордії[en] (Cordia subcordata). Вони можуть формувати чисті насадження, а також зустрічаються у поєднанні з ліхтарними деревами, лимонолистими моріндами та супротивнолистими охросіями.
- Пізонієві ліси, що зустрічаються рідко і характеризуються домінуванням в них великих пізоній[en] (Pisonia grandis). Ці дерева часто асоціюються з колоніями морських птахів, оскільки їхнє клейке насіння поширюється птахами, і вони можуть рости на ґрунтах, що містять гуано.
- Геттардові ліси, в яких переважають невисокі морські ранди (Guettarda speciosa), а також зустрічаються супротивнолисті охросії. Ці ліси можуть формувати перехідну зону між прибережними чагарниками та іншими типами лісу.
- Казуаринові рідколісся, в яких переважають хвощелисті казуарини (Casuarina equisetifolia). Голкоподібне листя цих дерев зазвичай утворює товстий шар підстилки, який обмежує ріст рослин підліску, але іноді в казуаринових рідколіссях зустрічаються деякі кущі, зокрема пильчастолисті премни[en] (Premna serratifolia) та прибережна капуста.
- Кокосові гаї, представлені як покинутими плантаціями, так і природними лісами. Кокосові пальми (Cocos nucifera) формують як чисті насадження, так і зустрічаються в поєднанні з ліхтарними деревами, морськими рандами та супротивнолистими охросіями. Підлісок в кокосових гаях представлений гніздовим аспленієм, а також місцевими травами — білолистою бургавією[sv] (Boerhavia albiflora), тропічним фімбрістілісом[en] (Fimbristylis cymosa) та дрібноцвітим стенотафрумом[sv] (Stenotaphrum micranthum).

Там, де рівень ґрунтових вод високий, зустрічаються прісноводні болота, а в захищених прибережних районах — солоноводні болота та мангрові ліси. На острові Мінікой збереглися мангрові ліси, площа яких становить 2500 км². Основним видом мангрових дерев в цих лісах є дрібноцвіта бругієра (Bruguiera parviflora).
Флора екорегіону демонструє низький рівень ендемізму і є здебільшого типовою для флори індо-тихоокеанських коралових островів. Рослини екорегіону мають переважно пантропічне або космополітичне походження. Згідно з дослідженням 1995 року, 44 % рослин регіону походять зі Шрі-Ланки, 28 % з Африки, а 25 % — з Малезії. Сучасна флора островів включає як місцеві види, так і види, які були навмисно чи ненавмисно завезені людьми.

## Фауна
На островах екорегіону мешкає небагато наземних ссавців, більшість з яких є широко поширеними в індо-тихоокеанському регіоні. 
Єдиними місцевими ссавцями на островах екорегіону є два види криланів — велетенський крилан (Pteropus giganteus ariel) та малий крилан (Pteropus hypomelanus maris). Обидва підвиди є ендеміками екорегіону. Серед морських ссавців, що часто зустрічаються в регіоні, слід відзначити білобокого дельфіна (Delphinus delphis) та справжнього дзьоборила (Ziphius cavirostris indicus).
Острови екорегіону мають важливе значення як місце гніздування птахів. Серед птахів, що гніздяться на островах Мальдіво-Лакшадвіп-Чагоського архіпелагу, слід відзначити білого крячка (Gygis alba), фрегата-арієля (Fregata ariel iredalei), індонезійського крячка (Sterna sumatrana), бурокрилого крячка (Onychoprion anaethetus) та жовтодзьобого крячка (Thalasseus bergii). Загалом на Мальдівах, часто на невеликих острівцях, гніздиться 13-14 видів морських птахів. На островах Чагос знаходяться важливі колонії червононогих сул (Sula sula). Серед інших птахів, поширених в регіоні, слід відзначити ендемічний підвид індійської чаплі (Ardeola grayii phillipsi).
Мальдіви та острови Чагос є важливими місцями розмноження зелених черепах (Chelonia mydas). Серед інших морських черепах, що зустрічаються на островах регіону, слід відзначити оливкову черепаху (Lepidochelys olivacea), шкірясту черепаху (Dermochelys coriacea), довгоголову морську черепаху (Caretta caretta gigas) та біссу (Eretmochelys imbricata). Бісси та зелені черепахи зображені на гербі Британської Території в Індійському Океані.
Серед поширених в екорегіоні плазунів слід відзначити звичайного хатнього гекона (Hemidactylus frenatus), плямистого хатнього гекона (Hemidactylus parvimaculatus), садибного калота (Calotes versicolor) білоплямистого гнучкого сцинка (Riopa albopunctata), звичайного вовкозуба (Lycodon aulicus) та брамінського сліпуна (Indotyphlops braminus). Серед амфібій регіону слід відзначити індійську риючу жабу (Sphaerotheca breviceps) та малайську ропуху (Duttaphrynus melanostictus).
На островах екорегіону зустрічається багато безхребетних, зокрема метелики Hypolimnas bolina та Junonia villida. Також на островах регіону мешкають кокосові краби (Birgus latro), які є найбільшими наземними членистоногими у світі та найбільшими наземними представниками фауни екорегіону.

## Історія
Лакшадвіп і Мальдіви були заселені протягом тисячоліть. Мешканці Лаккадівських островів розмовляють діалектом малаяламської мови, що є основною мовою у сусідньому індійському штаті Карнатака. Мешканці Мальдівів та острова Мінікой розмовляють мальдівською мовою, індоарійською мовою, найбільш близькою до сингальської, якою розмовляють у сусідній Шрі-Ланці.
Немає свідчень щодо існування постійних поселень на архіпелазі Чагос до 1793 року, коли французи заснували поселення та створили кокосові плантації на Дієго-Гарсії. Для роботи на цих плантаціях французи привозили рабів. Їхні нащадки, чагосці, розмовляють варіантом бурбонської креольської мови, якою також розмовляють на Реюньйоні та Маврикії у південно-західній частині Індійського океану.
Англійці встановили контроль над островами наприкінці XVIII століття. Лакшадвіп управлявся як частина Британської Індії, острови Чагос управлялися з Маврикія, а Мальдіви мали місцевих правителів під британським протекторатом.
Поселенці привезли на острови культурні рослини та свійських тварин, зокрема котів, курей, кіз, кроликів та віслюків, а також хатніх мишей (Mus musculus), чорних пацюків (Rattus rattus) та хатніх сункусів (Suncus murinus). Кокосові плантації були розширені протягом XIX століття, а кокоси стали основною експортною культурою островів. Окрім кокосів, наразі на островах вирощують банани, батат (Ipomoea batatas), манго (Mangifera indica), сапоту (Pouteria sapota), ямс, таро (Colocasia esculenta), просо, кавуни (Citrullus lanatus), цитруси та ананаси (Ananas comosus).
Індія, включно з Лакшадвіпом, отримала незалежність у 1947 році. Мальдіви отримали незалежність від Великої Британії у 1965 році. Велика Британія вивела архіпелаг Чагос з-під управління Маврикія у 1965 році, за три роки до проголошення Маврикієм незалежності. Наприкінці 1960-х років уряд Великої Британії передав Дієго-Гарсію в оренду США, які перетворили острів на військово-морську базу. Чагосців було вигнано з островів і переселено до Маврикія, Сейшельських Островів та Великої Британії. Маврикій продовжує оспорювати суверенітет Великої Британії над островами, а чагосці продовжують оскаржувати законність свого вигнання та прагнуть повернутися додому.

## Збереження
Оцінка 2017 року показала, що 73 км², або 26 % екорегіону, є заповідними територіями. Природоохоронні території включають: Заповідник морських птахів імені П.М. Саїда у Лакшадвіпі, Біосферний заповідник атола Баа на Мальдівах та Природний заповідник Бартон-Пойнт на островах Чагос.